# دايشي كاتو
دايشي كاتو (باليابانية: 加藤 大志) (مواليد 26 يوليو 1983)، هو لاعب كرة قدم ياباني سابق كان يلعب كلاعب وسط.

## وصلات خارجية
- دايشي كاتو على موقع رابطة كرة القدم اليابانية للمحترفين (اليابانية)
- دايشي كاتو على موقع قاعدة بيانات كرة القدم.إي يو (الإنجليزية)
- دايشي كاتو على موقع Soccerway.com (الإنجليزية)
- دايشي كاتو على موقع عالم كرة القدم.نت (الإنجليزية)